# 达木丁·哈音夏尔瓦
达木丁·哈音夏尔瓦（1961-—）蒙古族，蒙古国达尔汗省人，蒙古国政治人物，通晓英语和俄语
教育经历：
1980年 毕业于扎布汗省陶松臣格勒十年制中学
1986年 毕业于前苏联莫斯科市管理学院建筑工程与经济学专业
工作经历：
1986年-1989年 达尔汗市安装建筑工业协会经济师
1989年-1990年 蒙古人民革命党达尔汗市党委教导员
1990年 达尔汗市安装建筑工业协会下属民用建筑安装分会负责人
1990年-1991年 达尔汗市公民代表会议执行委员会经济师、副议长
1991年-1993年 达尔汗市钢铁厂经济师、副厂长
1993年-2000年 达尔汗市公民代表会议执行委员会成员、省政府办公厅处长
2000年-2008年 达尔汗乌拉省省长
2008年-2012年 蒙古国国家大呼拉尔议员
2010年-2012年 蒙古国国家大呼拉尔下设财政委员会主席
2012年 蒙古国政府成员、财政部长
2012-2016年 蒙古国国家大呼拉尔议员
2016年 在蒙古国国家大呼拉尔选举中从达尔汗省再次当选为国家大呼拉尔议员
荣誉：
1996年 财政先进工作者
2002年 工业先进工作者
2003年 北极星勋章
2006年 大蒙古国建国800周年荣誉勋章
工作轶事：
2012年1月，由于民主党退出联合政府，蒙古国政府总理苏赫巴托尔·巴特包勒德改组内阁，任命哈音夏尔瓦为蒙古国财政部部长。